# Station Vlodrop
Station Vlodrop is een voormalig spoorwegstation aan de spoorlijn Antwerpen-Mönchengladbach (IJzeren Rijn). Het station werd geopend op 15 februari 1879 en voor personenverkeer gesloten op 17 september 1944.
Bij het voormalige station ligt een buurtschap, Vlodrop-Station. Vlodrop zelf ligt ruim vijf kilometer naar het westen.
Het stationsgebouw werd in 1879 gebouwd, samen met een aantal andere gebouwen (standardtype Grand Central Belge). In 1885 werd de locloods gebouwd en in 1905 bouwde de Staatsspoorwegen nog enkele woningen. In 1944 raakte het pand beschadigd door oorlogshandelingen. Het is na de oorlog niet hersteld, maar het werd stapsgewijs afgebroken in 1946, 1953 en 1973.
55: Budel ·
64: Weert ·
73: Kelpen ·
77: Baexem-Heythuysen ·
Haelen ·
Buggenum ·
88: Roermond ·
94: Melick-Herkenbosch ·
102: Vlodrop
Beek-Elsloo ·
Blerick · 
Bunde · 
Chevremont · 
Echt ·
Eijsden ·
Eygelshoven ·
-Markt · 
Geleen:
-Lutterade · 
-Oost · 
Heerlen ·
-Woonboulevard ·
Hoensbroek · 
Horst-Sevenum · 
Houthem-Sint Gerlach · 
Kerkrade Centrum ·
Klimmen-Ransdaal · 
Landgraaf · 
Maastricht ·
-Noord · 
-Randwyck · 
Meerssen ·
Mook-Molenhoek ·
Nuth · 
Reuver · 
Roermond ·
Schin op Geul · 
Schinnen · 
Sittard · 
Spaubeek · 
Susteren · 
Swalmen · 
Tegelen · 
Valkenburg · 
Venlo · 
Venray ·
Voerendaal · 
Weert
Voormalige stations: zie de lijst van voormalige spoorwegstations in Limburg (Nederland)